# ۴۰ (عدد)
۴۰ به حروف چهل از اعداد طبیعی و سی و یکمین عدد از اعداد طبیعی دورقمی است.که بعد از ۳۹ و قبل ۴۱ قرار دارد